# Hermandad de Montserrat (Sevilla)

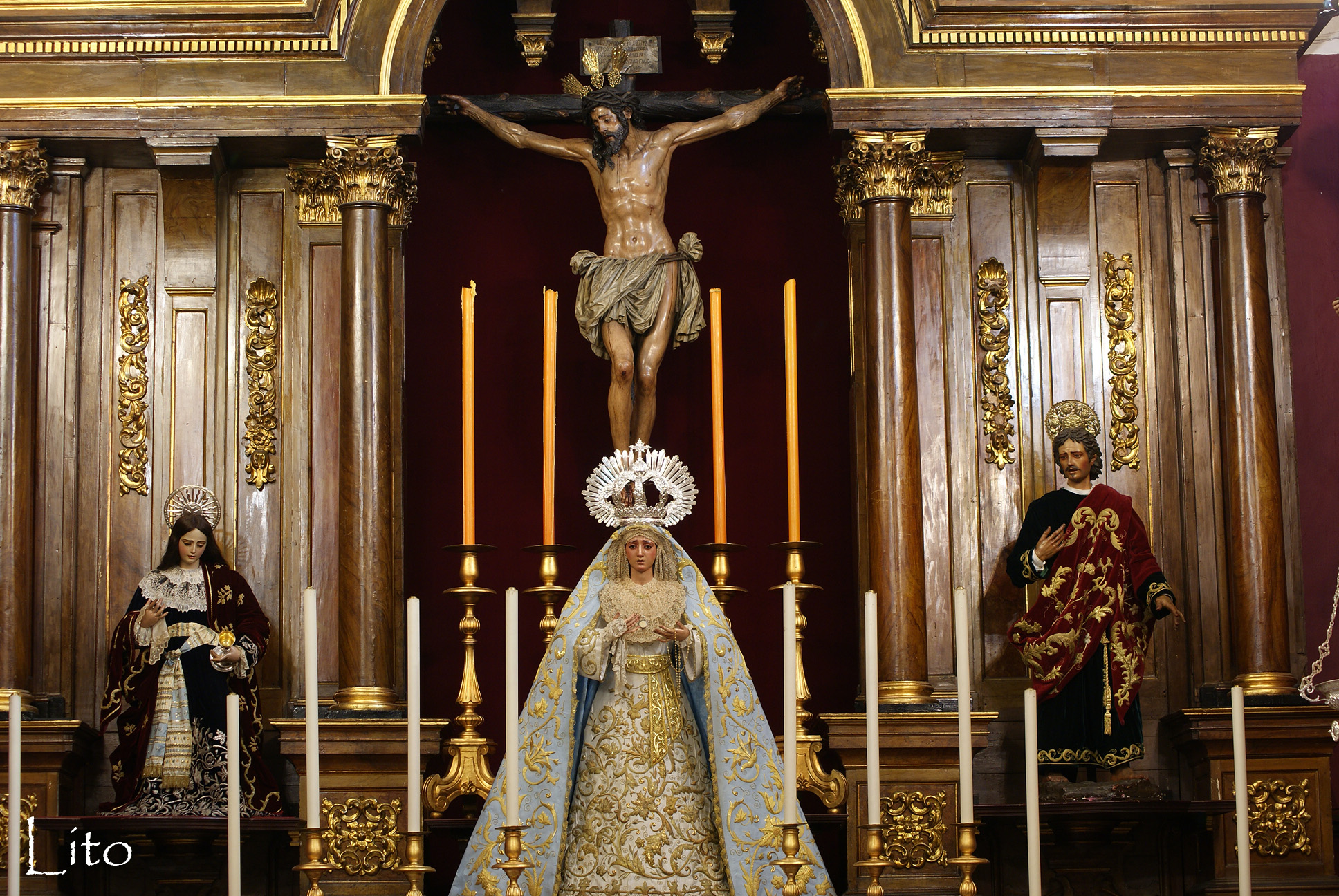
Imágenes de Montserrat en su capilla.

La Hermandad de Montserrat es una agrupación religiosa católica que realiza una procesión anual durante la tarde y noche del Viernes Santo, con motivo de la celebración de la Semana Santa en Sevilla. El nombre completo es Pontificia, Real, Ilustre, Antigua y Primitiva Hermandad de Nuestra Señora del Rosario y Cofradía de Nazarenos del Santísimo Cristo de la Conversión del Buen Ladrón y Nuestra Señora de Montserrat.

## Historia
Fue fundada a finales del siglo XVI por un grupo de catalanes residentes en Sevilla, que, afincados en la ciudad por el comercio con América, habían traído consigo la devoción por la Virgen de Montserrat. Sus reglas fueron aprobadas en 1601, siendo fundada en la Parroquia de San Ildefonso, integrándose en ella, además, numerosos curtidores, boteros y odreros del barrio de la Alfalfa, y estableciendo desde sus inicios su Estación de Penitencia en la tarde del Viernes Santo.
En 1650 se trasladó a la Iglesia de San Pablo, perteneciente a la Orden de los Dominicos, construyendo capilla propia en 1656 e incorporándose a la Hermandad miembros del gremio de mercaderes de lienzo. En el S. XVII la Hermandad cae en decadencia, manteniendo solo los cultos internos y vendiendo gran parte del patrimonio, entre ellos el paso de Martínez Montañes a la Hermandad del Valle.
Tras varias décadas sin actividad, en 1849 se reorganiza la Hermandad por un grupo de jóvenes que estableció relaciones con la burguesía local que había alrededor de la corte chica de los Montpensier, establecida en Sevilla, siendo nombrados Hermanos Mayores en 1851 Antonio de Orleans, Duque de Montpensier, y su esposa María Luisa de Borbón, infanta de España. La relación con los Duques de Montpensier hizo que la Hermandad viviera sus mayores años de esplendor, con la recuperación de la Estación de Penitencia y la creación de nuevos pasos y un mayor patrimonio. En 1859 se incorpora al cortejo una joven representando a la Santa Mujer Verónica, y en 1865 se incorpora en la procesión la representación simbólica de la Virtud Teologal de la Fe, manteniéndose hasta la actualidad. En la década de 1860 la Hermandad comenzó a procesionar un tercer paso, de carácter alegórico que representaba a San Isaías escribiendo su profecía.
En 1938, la Hermandad se traslada a su actual capilla, que había pertenecido a la extinta Hermandad de la Antigua y Siete Dolores, mientras que la suya fue derribada para el ensanche de la calle San Pablo.
En 1972, la Hermandad cedió los costaleros del paso del Cristo de la Conversión del Buen Ladrón a la Hermandad de la Soledad de San Buenaventura, que no contaba con costaleros ese año, por lo que el paso de misterio se quedó sin procesionar.
En 1985 la banda de música contratada para la procesión no cumplió su compromiso y la Hermandad de la Carretería, en un acto de solidaridad, cedió a esta cofradía la mitad de su banda.
En el año 2001 la agrupación celebró el 400 aniversario de su fundación con diferentes actos conmemorativos.
La hermandad ha sido la primera en la historia de Sevilla en tener a una mujer como Diputada Mayor de Gobierno. En el año 2015, Marta Fernández realizó su primera estación de penitencia a cargo del cortejo en la calle, convirtiéndose, por lo tanto, en la primera mujer en solicitar una venia en Campana, al inicio de Carrera oficial.

## Cristo de la Conversión del Buen Ladrón

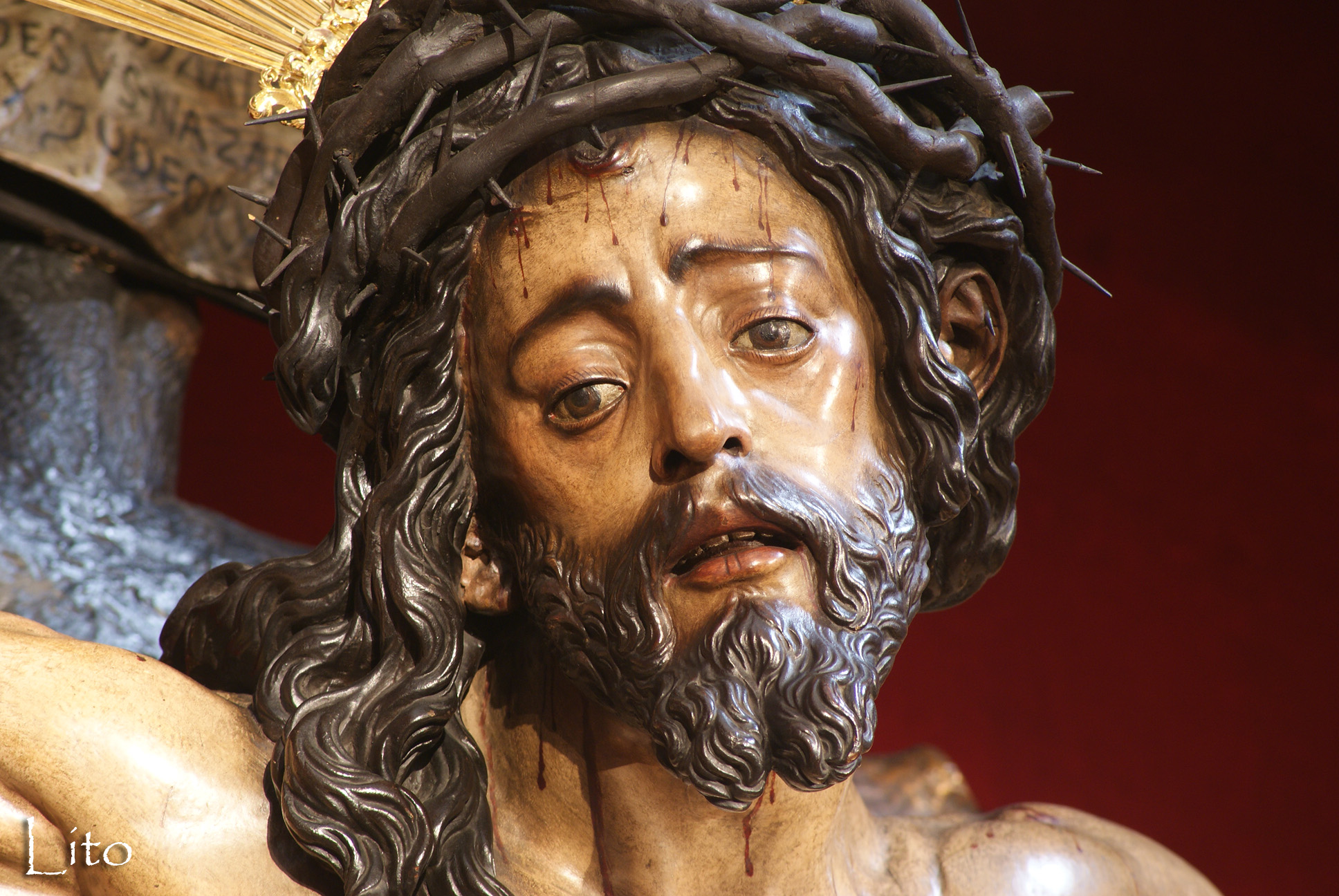
Santísimo Cristo de la Conversión del Buen Ladrón.

La escena de la Conversión del Buen Ladrón cuenta con un Cristo crucificado flanqueado por los dos ladrones y, frente al Señor, una María Magdalena de rodillas.
La imagen del Cristo de la Conversión del Buen Ladrón fue tallada por el escultor Juan de Mesa en el año 1619, la talla de María Magdalena es una obra anónima del siglo XIX y los ladrones son obra de Pedro Nieto Montañés de 1628.

El Cristo terminado fue entregado a la hermandad el 24 de febrero. La talla tiene varias peculiaridades. Sus brazos van por encima del travesaño de la cruz, su corona de espinas le atraviesa la oreja derecha, tiene un gesto de diálogo y es más alto de lo normal (1,90 metros).

## Virgen de Montserrat

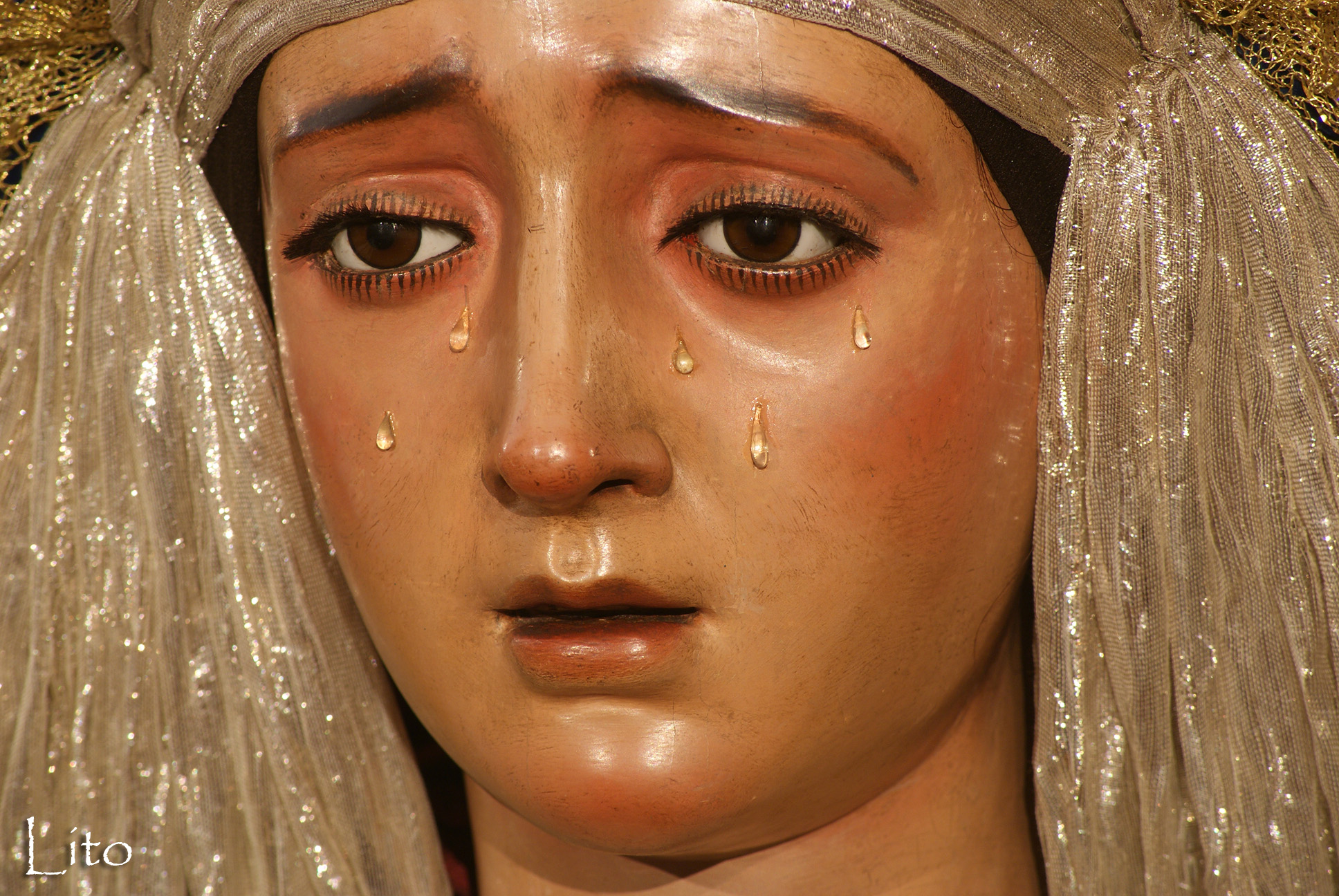
Nuestra Señora de Montserrat.

La Virgen de Montserrat fue tallada por Gaspar de la Cueva en el siglo XVII y fue restaurada por Gabriel de Astorga en 1851. En el paso de palio de esta Virgen las bambalinas van por fuera de los varales en vez de por dentro, como es usual.
El manto de la Virgen es una de los más antiguos que se conservan en la Semana Santa de Sevilla, fue obra del taller de Patrocinio López y se estrenó en la Semana Santa de 1866. Su diseño está inspirado en los mantos regios de la corte española, en la parte exterior se reproduce el gran collar de la Orden de Carlos III y el collar de la Orden del Toisón de Oro, en la parte central pueden observarse castillos y leones, símbolos de la Casa Real Española, flores de lis en recuerdo de Antonio de Orleans (Duque de Montpensier), miembro y benefactor de la hermandad que lleva esta figura en su escudo, y cruces de Calatrava,  por la vinculación de la Orden de Calatrava con la corporación.
Hay una leyenda según la cual el manto fue un regalo de Isabel II, aunque existen documentos donde figura que se pagó por él a la bordadora Patrocinio López.

## Virgen del Rosario
La Virgen del Rosario, titular de la hermandad, es obra de Cristóbal Ramos del siglo XVIII.

## Sede

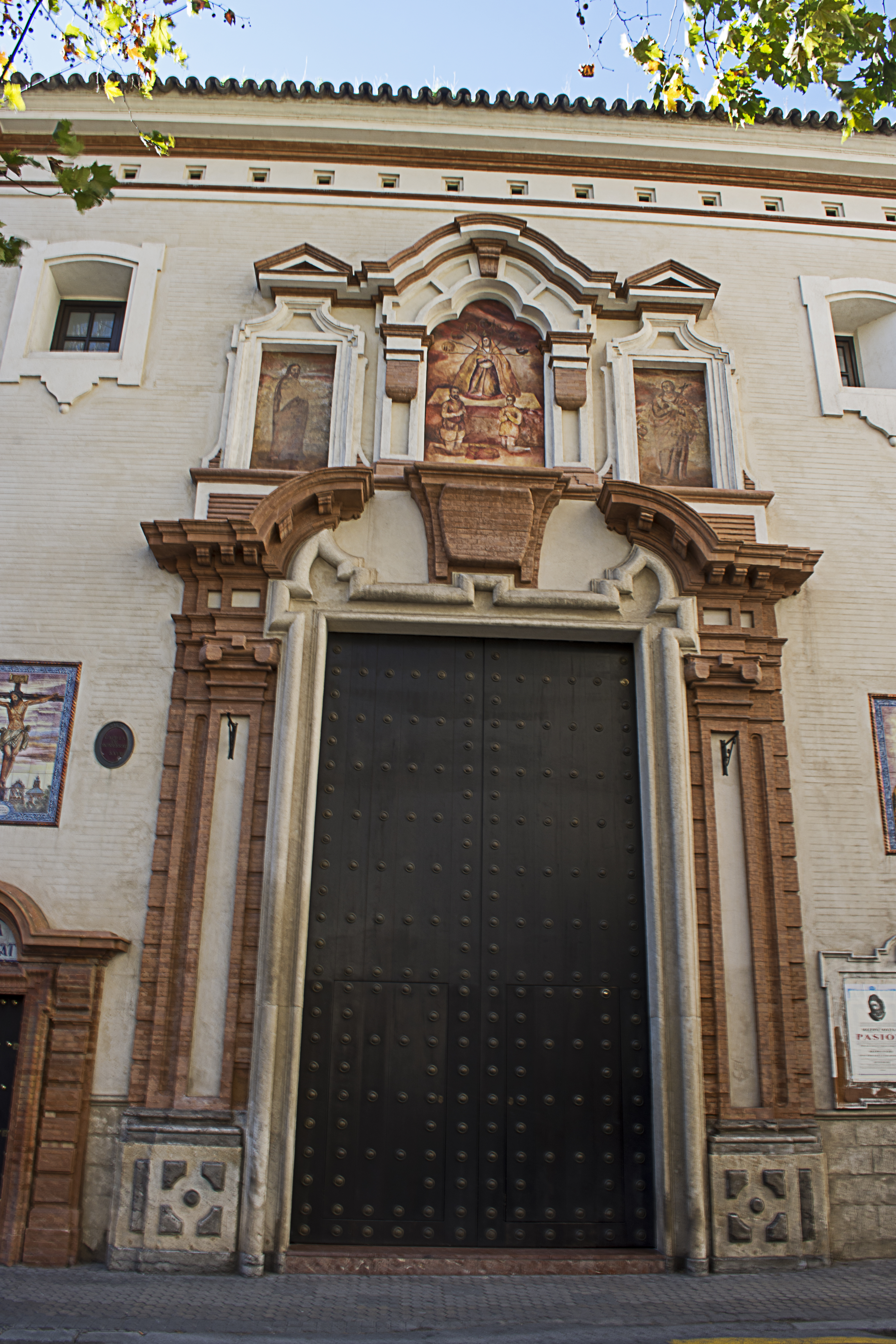
Capilla de Montserrat en Sevilla.

La sede de la corporación se encuentra en la Capilla de Montserrat, ubicada en el centro histórico de Sevilla, capilla realizada entre 1704 y 1710 según el diseño y dirección del maestro de obras Leonardo de Figueroa y su hijo Matías José de Figueroa.

## Bandas de música
Las bandas que tocan en la hermandad son:
- Banda de cornetas y tambores Santísimo Cristo de las Tres Caídas de Triana: Acompañando al Cristo. Esta banda le tiene dedicada las marchas "Conversión del Buen Ladrón" y "Señor, acuérdate de Mí".
- Banda de Música del Maestro Tejera acompañando a la Virgen. Esta banda tiene una marcha dedicada: "Virgen de Montserrat".

Por otra parte, la hermandad de Montserrat cuenta en su patrimonio musical con un gran número de marchas de autores de gran relevancia tales como: Antonio Pantión, Pedro Morales, Pedro Braña, José Albero, y más recientemente Juan Antonio Barros. La última composición dedicada a su titular fue la marcha procesional: "Montserrat", de Juan García Sánchez y estrenada en el año 2015.

## Cortejo
En el cortejo de la cofradía van dos mujeres que representan la Verónica y la Fe, portando la primera un paño con la Santa Faz. Es la única hermandad de la ciudad que tiene una representación alegórica de este tipo en su cortejo.
| Predecesor: San Isidoro | Orden de entrada en carrera oficial (Viernes Santo) 6º lugar | Sucesor: La Sagrada Mortaja |